# Tretanorhinus taeniatus
Tretanorhinus taeniatus är en ormart som beskrevs av Boulenger 1903. Tretanorhinus taeniatus ingår i släktet Tretanorhinus och familjen snokar. Inga underarter finns listade i Catalogue of Life.
Denna orm förekommer i sydvästra Colombia vid havet och i angränsande områden av Ecuador. Arten lever i låglandet och i bergstrakter upp till 1000 meter över havet. Individerna vistas nära vattendrag i den angränsande växtligheten. De simmar ibland och de besöker troligtvis regnskogar. Honor lägger ägg.
Beståndet hotas av vattenföroreningar och av nyetablerade kräftodlingar. Tretanorhinus taeniatus är sällsynt. IUCN listar arten som nära hotad (NT).